# The Strokes

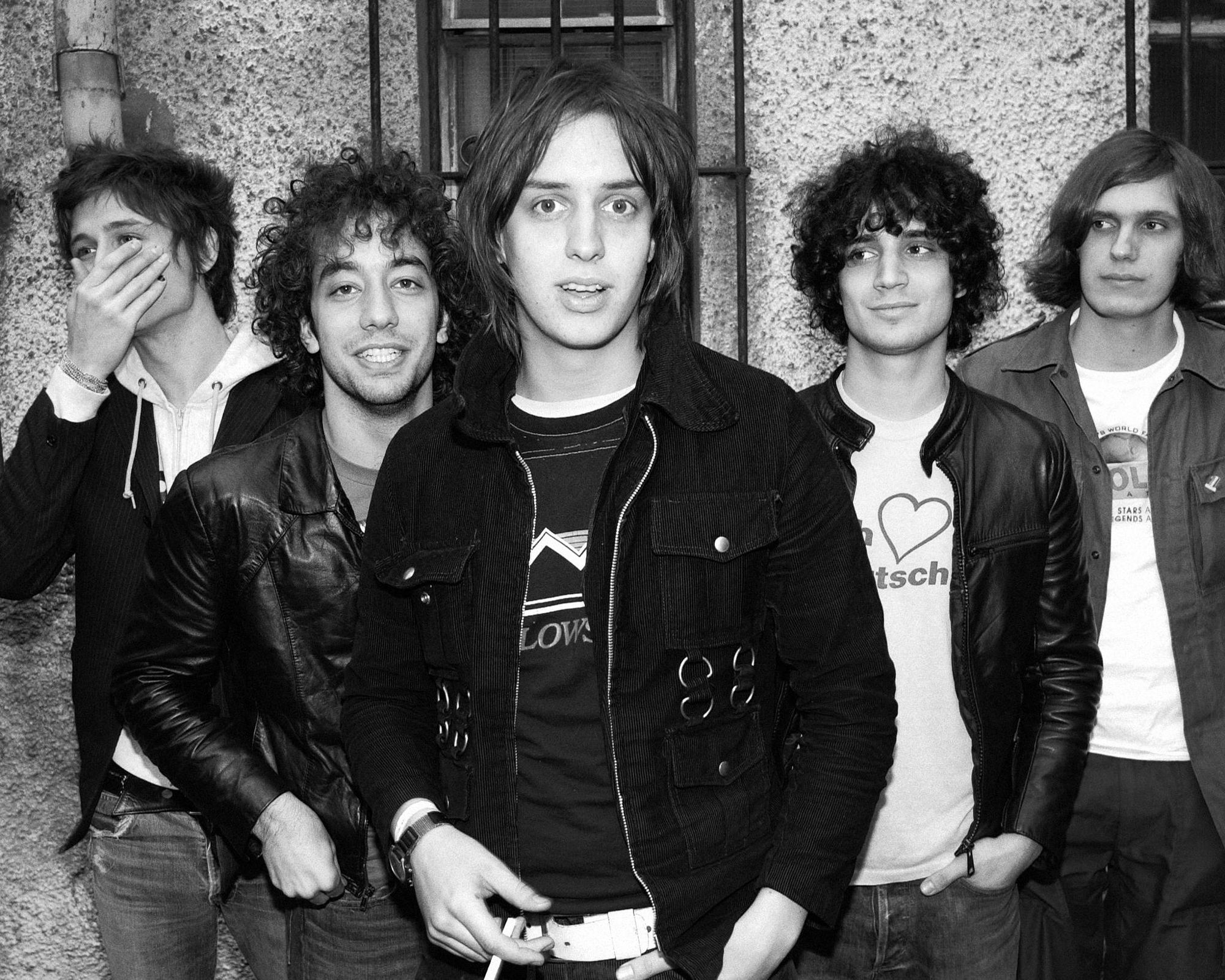
The Strokes 2002

The Strokes (engl. [strəʊks]) sind eine US-amerikanische Rockband aus New York City. Die Band gilt als Vertreter des Garage Rocks. Im Laufe der Zeit haben sie ihren Stil durch New-Wave-Einflüsse weiterentwickelt.

## Geschichte
Die Bandmitglieder von „The Strokes“ stammen hauptsächlich aus wohlhabenden Verhältnissen und befassen sich inhaltlich sowie stilistisch mit klassischen Rock-’n’-Roll-Themen.
Abgesehen von Albert Hammond junior und Fabrizio Moretti wurden alle Mitglieder in New York City geboren. Der Gitarrist Nick Valensi lernte den Frontmann Julian Casablancas, Sohn des früheren Chefs der Modelagentur Elite, John Casablancas, bereits während seiner Zeit auf der angesehenen New Yorker Dwight School kennen. Während ihrer Schulzeit freundeten sich beide auch mit dem Schlagzeuger Fabrizio Moretti an. Nicht nur Julian Casablancas ist Sohn prominenter Eltern, auch Gitarrist Albert Hammond Jr. hat mit dem gleichnamigen Albert Hammond einen prominenten Mann zum Vater; dieser hatte mit „It Never Rains in Southern California“ in den 1970ern einen weltweiten Hit.

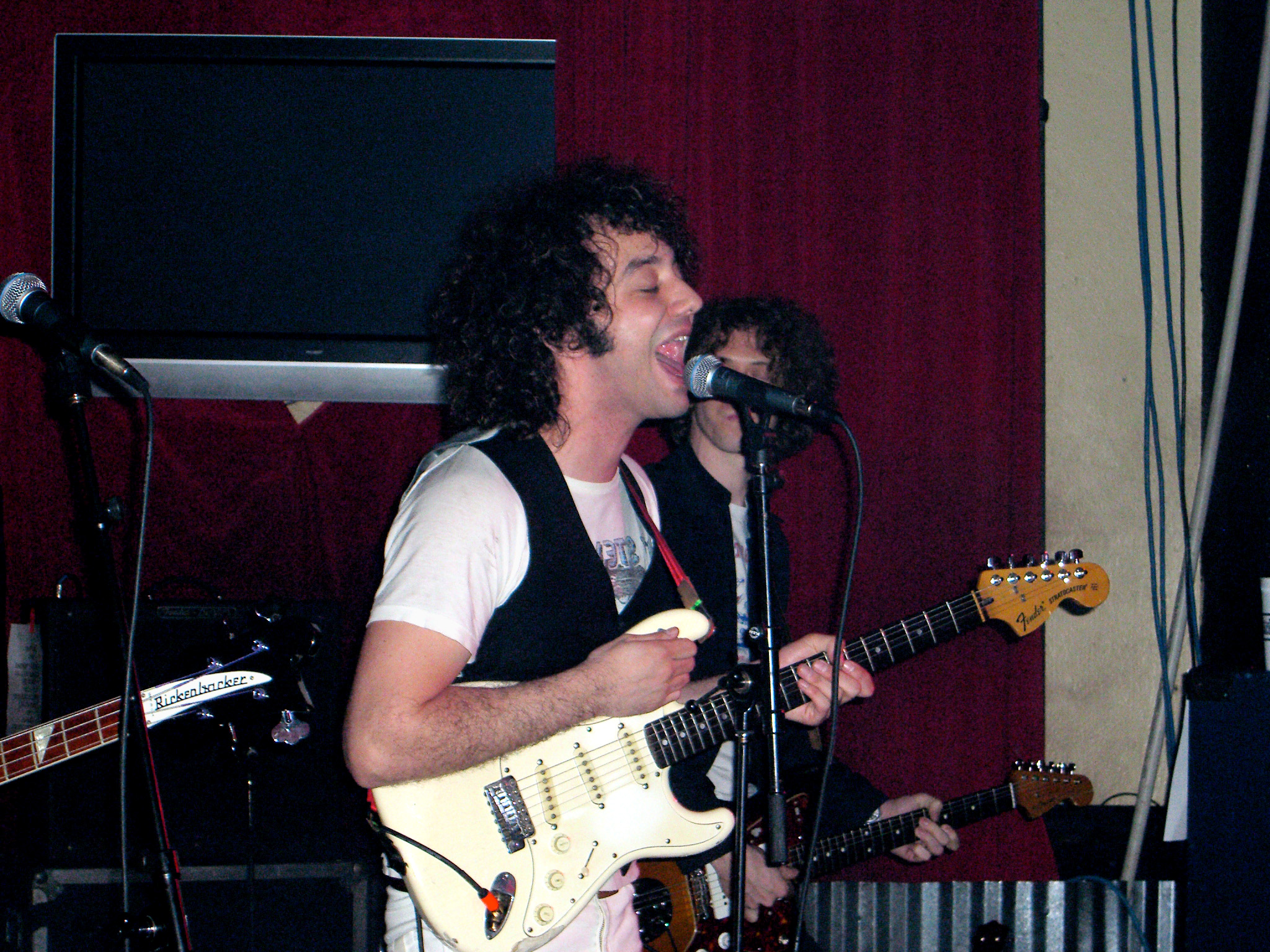
Albert Hammond Jr.

Mit der EP The Modern Age begann 2001 das musikalische Leben der Strokes. Bei der anschließenden Tour durch die britischen Clubs wurde ihnen eine Hysterie entgegengebracht, die man in England bisher nur bei britischen Newcomer-Bands kannte.
2001 brachten sie ihr Debüt-Album Is This It, das bei Rough Trade Records erschien, heraus. Das Album wurde ein unerwartet großer Erfolg, sowohl kommerziell als auch in der Kritik. 2003 erschien das von der Musikpresse (und den mittlerweile zahlreichen Fans) mit großer Spannung erwartete zweite Album Room on Fire. Wie so oft bei Bands, deren Debüt ein großer Erfolg war, teilte sich die Kritikermeinung hier sehr deutlich und erste Stimmen über die weiche Spielart sowie Kommerzialisierung der Strokes wurden laut.
Das dritte Studioalbum, das den Titel First Impressions of Earth trägt, erschien in Deutschland am 30. Dezember 2005, war kommerziell sehr erfolgreich und erntete auch mehrheitlich positive Kritiken. Anfänglich waren die Strokes bekannt für extrem kurze Konzerte, die bis 2005 meist nur aus acht bis zehn Songs bestanden. Im Jahr 2006 schafften es The Strokes als Headliner auf die Hauptbühne (Green-Stage) der bekannten Schwesterfestivals Hurricane/Southside, die zu den größten und bedeutendsten Musik-Festivals in Deutschland zählen.

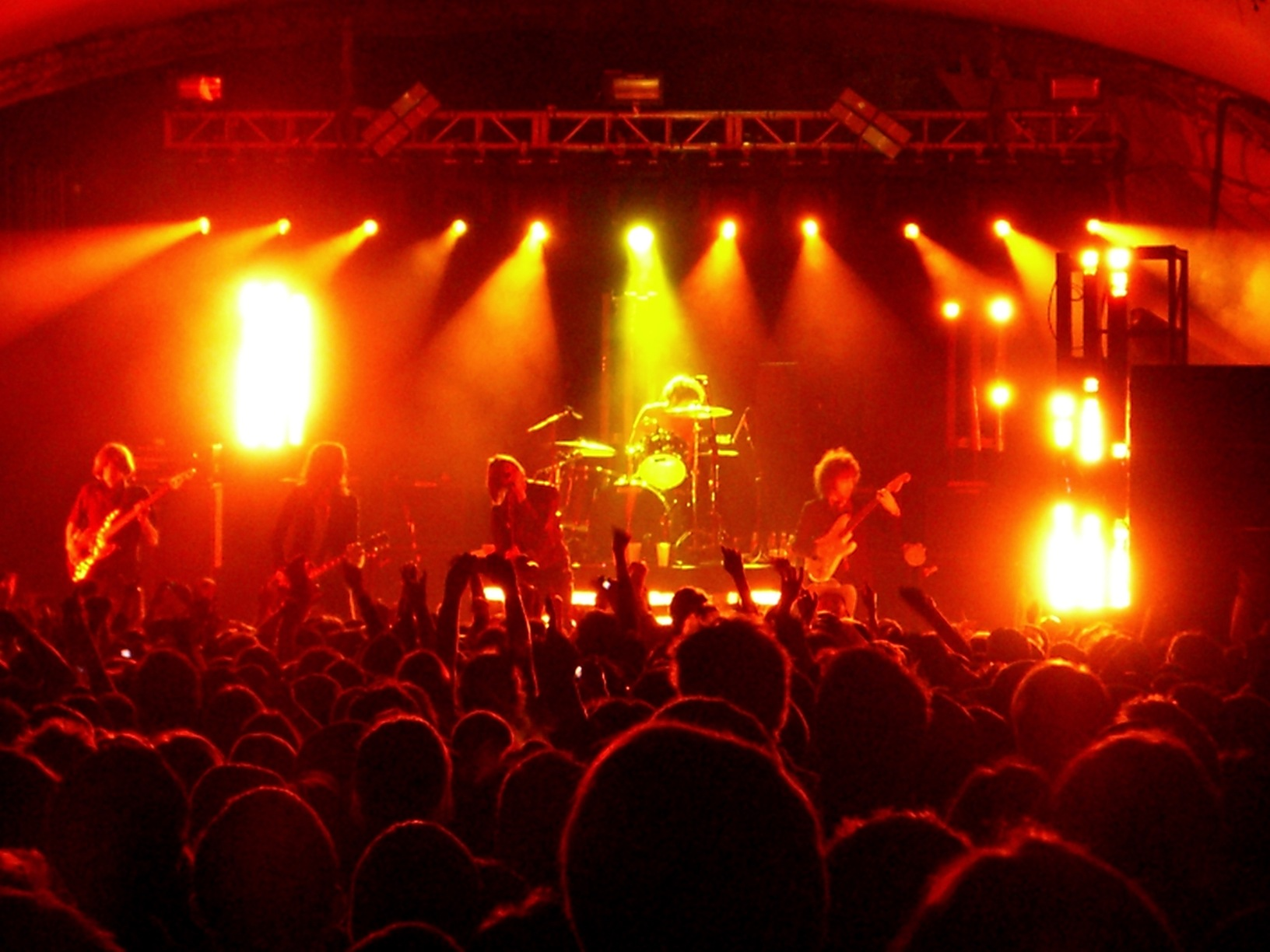
The Strokes live 2006

Sänger Julian Casablancas war von Februar 2005 bis 2019 mit Juliet Joslin (Management-Mitarbeiterin der Band) verheiratet, mit der er zwei Söhne hat. Schlagzeuger Fabrizio Moretti war bis Ende 2006 mit der Schauspielerin Drew Barrymore liiert. Gitarrist Nick Valensi hat mit seiner Frau Amanda de Cadenet seit dem 19. Oktober 2006 Zwillinge.
Gitarrist Albert Hammond Jr. brachte 2006 ein Soloalbum mit dem Titel Yours to Keep heraus, von dem einige Titel für die Strokes geschrieben waren, die von den übrigen Bandmitgliedern jedoch abgelehnt wurden. Er nahm im Oktober 2007 sein zweites Studioalbum ¿Como Te Llama? auf, das im Juni 2008 erschien.
Daraufhin veröffentlichten 2009 sowohl Frontmann Julian Casablancas unter seinem eigenen Namen als auch Bassist Nikolai Fraiture unter dem Künstlernamen Nickel Eye ebenfalls ein eigenes Soloalbum. Fraitures The Time of the Assassins erschien im Januar auf dem Label Rykodisk und Casablancas Phrazes for the Young im Oktober auf RCA Records. Schlagzeuger Fabrizio Moretti spielt nebenbei noch in der Band Little Joy zusammen mit Rodrigo Amarante, Sänger und Gitarrist der Los Hermanos, und Binki Shapiro. Deren Debütalbum Little Joy erschien 2008.
Das vierte Studioalbum, Angles, erschien am 18. März 2011 in Deutschland. Die erste Single hieß Under Cover of Darkness. Der Song wurde am 9. Februar 2011 als kostenloser Download auf der bandeigenen Homepage zur Verfügung gestellt.
Am 22. März 2013 erschien das fünfte Studioalbum der Strokes, Comedown Machine. Bereits am 25. Januar wurde der Song One Way Trigger zum kostenlosen Download auf der bandeigenen Homepage bereitgestellt. Am 13. Februar 2013 war die Single erstmals im Radio zu hören. Die zweite Singleauskopplung All The Time erschien am 19. Februar als Download. Der Song wird als musikalische Rückkehr zum klassischen Strokes-Sound der ersten beiden Alben Is This It und Room on Fire beschrieben. Am 18. März 2013 war Comedown Machine vollständig als kostenloser Stream auf pitchfork.com bereitgestellt worden.
Die Strokes veröffentlichten am 3. Juni 2016 ihre zweite EP, Future Present Past, die vier Lieder beinhaltet. Nach Bekanntgabe im Februar 2020 veröffentlichten die Strokes am 10. April 2020 ihr sechstes Studioalbum unter dem Titel The New Abnormal. Im Februar erschienen die ersten beiden Singleauskopplungen, At the Door und Bad Decisions. Das Album gewann 2021 den Grammy als Bestes Rockalbum.
Im Oktober 2022 gab Rick Rubin an, mit der Band am siebten Studioalbum zu arbeiten und erste Aufnahmen mit ihr in Costa Rica durchgeführt zu haben. Rubin war bereits bei The New Abnormal der verantwortliche Produzent.

## Diskografie
Studioalben

| Jahr | Titel Musiklabel               | Höchstplatzierung, Gesamtwochen, AuszeichnungChartplatzierungen (Jahr, Titel, Musiklabel, Platzierungen, Wochen, Auszeichnungen, Anmerkungen) | Höchstplatzierung, Gesamtwochen, AuszeichnungChartplatzierungen (Jahr, Titel, Musiklabel, Platzierungen, Wochen, Auszeichnungen, Anmerkungen) | Höchstplatzierung, Gesamtwochen, AuszeichnungChartplatzierungen (Jahr, Titel, Musiklabel, Platzierungen, Wochen, Auszeichnungen, Anmerkungen) | Höchstplatzierung, Gesamtwochen, AuszeichnungChartplatzierungen (Jahr, Titel, Musiklabel, Platzierungen, Wochen, Auszeichnungen, Anmerkungen) | Höchstplatzierung, Gesamtwochen, AuszeichnungChartplatzierungen (Jahr, Titel, Musiklabel, Platzierungen, Wochen, Auszeichnungen, Anmerkungen) | Anmerkungen                                                  |
| Jahr | Titel Musiklabel               | DE | AT | CH | UK | US | Anmerkungen                                                  |
| ---- | ------------------------------ | --- | --- | --- | --- | --- | ------------------------------------------------------------ |
| 2001 | Is This It RCA                 | DE28 (13 Wo.)DE | AT35 (11 Wo.)AT | CH86 (2 Wo.)CH | UK2 ×2Doppelplatin · (59 Wo.)UK | US33 Platin · (58 Wo.)US | Erstveröffentlichung: 29. Juli 2001 Verkäufe: + 1.995.000    |
| 2003 | Room on Fire RCA               | DE6 (5 Wo.)DE | AT14 (4 Wo.)AT | CH29 (4 Wo.)CH | UK2 Platin · (23 Wo.)UK | US4 Platin · (13 Wo.)US | Erstveröffentlichung: 28. Oktober 2003 Verkäufe: + 1.532.500 |
| 2005 | First Impressions of Earth RCA | DE11 (9 Wo.)DE | AT9 (11 Wo.)AT | CH11 (10 Wo.)CH | UK1 Gold · (13 Wo.)UK | US4 Gold · (11 Wo.)US | Erstveröffentlichung: 30. Dezember 2005 Verkäufe: + 817.500  |
| 2011 | Angles RCA                     | DE15 (4 Wo.)DE | AT9 (4 Wo.)AT | CH6 (8 Wo.)CH | UK3 Gold · (11 Wo.)UK | US4 (11 Wo.)US | Erstveröffentlichung: 18. März 2011 Verkäufe: + 170.000      |
| 2013 | Comedown Machine RCA           | DE50 (2 Wo.)DE | AT21 (2 Wo.)AT | CH16 (1 Wo.)CH | UK10 Silber · (5 Wo.)UK | US10 (5 Wo.)US | Erstveröffentlichung: 26. März 2013 Verkäufe: + 60.000       |
| 2020 | The New Abnormal Cult, RCA     | DE12 (7 Wo.)DE | AT8 (7 Wo.)AT | CH5 (7 Wo.)CH | UK3 Silber · (4 Wo.)UK | US8 (2 Wo.)US | Erstveröffentlichung: 10. April 2020 Verkäufe: + 140.000     |